# Sitapaila
Sitapaila (nep. सीतापाइला) – gaun wikas samiti w środkowej części Nepalu w strefie Bagmati w dystrykcie Katmandu. Według nepalskiego spisu powszechnego z 2001 roku liczył on 2158 gospodarstw domowych i 9594 mieszkańców (4629 kobiet i 4965 mężczyzn).